# The Story So Far (álbum de The Story So Far)
The Story So Far es el tercer álbum de estudio de la banda estadounidense de pop punk The Story So Far. Fue lanzado el 19 de mayo de 2015, a través de Pure Noise Records. El álbum se ubicó en el puesto 23 en los Estados Unidos y en el número 70 en el Reino Unido.

## Antecedentes
Mientras estaba en la edición de 2014 de Warped Tour, AbsolutePunk entrevistó a The Story So Far. Se preguntó al bajista Kelen Capener cuándo iba a empezar la banda a trabajar en un nuevo álbum. Capener explicó que después de las obligaciones de gira del año, y a mitad del próximo, se tomarán un tiempo libre para escribir material nuevo. Capener reveló que la banda "comenzó a trabajar en [un nuevo disco]" haciendo demostraciones de nuevas canciones. Esperaba que la banda pudiera empezar a grabar a principios del próximo año. También esperaba que el álbum saliera el mismo año.

## Composición y grabación
El material de The Story So Far se escribió de forma intermitente durante la gira a lo largo de 2014. Esta fue la primera vez que la banda escribió material junta. El vocalista Parker Cannon fue a practicar un día y le preguntó al resto de la banda si querían hacer un lanzamiento homónimo. El guitarrista William Levy dijo que no sabía si el álbum homónimo "significaba algo, en realidad. Es simplemente el disco que teníamos ganas de hacer". Levy reveló que a la banda le gustó el álbum "más que cualquier otro disco" que hayan hecho anteriormente. La banda hizo una demostración de una parte del material en Chico, California con Chris Conley de Saves the Day en el espacio de práctica de Conley. La banda conoció a Conley cuando previamente tocaban en Warped Tour. Capener dijo que Conley era "inspirador y un catalizador creativo" que proporcionaba decisiones creativas. Capener calificó la supervisión de Conley como "un enorme impulso de confianza". La banda dejó el espacio de práctica de Conley con varias canciones que iban a ser grabadas tal como estaban.
El álbum fue grabado con el productor Sam Pura en Panda Studios. La banda trabajó anteriormente con Pura en sus lanzamientos anteriores. Levy dijo que grabar "en realidad no se sintió diferente" en comparación con la primera vez que grabaron con Pura. A diferencia de lanzamientos anteriores, el baterista Ryan Torf interpretó, además de su instrumento principal, percusión y órgano.

## Lanzamiento y promoción
El 30 de diciembre de 2014, Pure Noise publicó un resumen de sus lanzamientos de 2014 y enumeró una serie de bandas que lanzarían un álbum en 2015, siendo una de ellas The Story So Far. El 15 de marzo de 2015 se anunció que The Story So Far lanzaría un álbum homónimo. El mismo día, "Nerve" estuvo disponible para transmisión. El 6 de abril, "Solo" estuvo disponible para transmisión. El 27 de abril, "Heavy Gloom" estuvo disponible para transmisión. El 11 de mayo, el álbum estuvo disponible para transmisión. "Heavy Gloom" fue lanzado a la radio como sencillo principal el 18 de mayo. Un día después, The Story So Far fue lanzado a través de Pure Noise. James Fisher de Basement, quien hizo la obra de arte y diseñó el diseño, dijo que la obra de arte era "un dibujo de observación", creado después de "sólo un día de trabajo en el estudio de grabación". La obra de arte consta de "invocación de guitarra, montar en serpientes gigantes, volcanes en el cielo en erupción y tambores en cascada".
Desde principios de mayo hasta mediados de junio de 2015, la banda realizó una gira por Estados Unidos con Four Year Strong, Terror y Souvenirs como actos de apoyo. La banda realizó una gira por Japón en agosto y por Australia y Nueva Zelanda en septiembre, con el apoyo de Man Overboard. En octubre y noviembre, la banda realizó una gira por Estados Unidos con el apoyo de Basement y Turnover. La banda realizó una gira por el Reino Unido en diciembre con el apoyo de Turnstile y Drug Church. El 1 de marzo de 2016, se lanzó un vídeo musical de "Heavy Gloom", dirigido por Kyle Camarillo y Joey Izzo. En abril, la banda realizó una gira por Estados Unidos y Canadá con el apoyo de Comeback Kid y Culture Abuse.

## Lista de canciones
Todas las canciones escritas por The Story So Far.
1. "Smile" – 3:07
2. "Heavy Gloom" – 2:50
3. "Distaste" – 3:15
4. "Solo" – 2:38
5. "Mock" – 3:30
6. "How You Are" – 3:46
7. "Nerve" – 3:08
8. "Phantom" – 2:32
9. "Scowl" – 2:32
10. "Stalemate" – 3:15

## Personal
The Story So Far
- Parker Cannon - voz
- William Levy - guitarra rítmica
- Kevin Geyer - guitarra principal
- Kelen Capener – bajo
- Ryan Torf - batería